# وحدت آلمان

وحدت آلمان مجموعه‌ای از رویدادها در قرن ۱۹ میلادی بود که به یکپارچگی آلمان و اعلام تأسیس امپراتوری آلمان در ۱۸ ژانویه ۱۸۷۱ میلادی (‎۲۹ دی ۱۲۴۹) در تالار آینه‌ها در کاخ ورسای فرانسه انجامید و تمامی دولت‌های آلمانی، ویلهلم یکم شاه پروس را پس از پیروزی در جنگ فرانسه و پروس، به عنوان امپراتور آلمان شناختند. در واقع این وقایع باعث تشکیل دولتی فئودالی در آلمان گشت؛ زیرا، این کشور دارای نژادها و زبان‌های مختلفی بود.
پس از آنکه امپراتور فرانتس دوم تاج امپراتور مقدس روم را در بحبوحه جنگ‌های ناپلئونی کنار گذاشت، امپراتوری مقدس روم که از ۳۵۰ دولت جدا از هم تشکیل شده بود، در ۶ اوت ۱۸۰۶ میلادی به‌طور کامل منحل شد. با این وجود، عقاید انقلابی ملت آلمان که از انقلاب فرانسه نشات گرفته بود و طی جنگ‌های انقلاب فرانسه گسترش یافته بود، آن‌ها را به سوی هدف یکپارچگی آلمان به پیش برد.
بعد از کنگره وین در ۱۸۱۵ میلادی، سرزمین‌های آلمانی در قالب کنفدراسیون آلمان به رهبری اتریش قرار گرفتند اما اتریشی‌ها به قدرت گرفتن تدریجی پروس دقت نکردند و این موضوع باعث سر برآوردن این قدرت در میان دولت‌های آلمانی شد و به ایجاد کینه و دشمنی میان این دو سرزمین انجامید.
تاریخدانان شک دارند که آیا اوتو فون بیسمارک، صدراعظم پروس، از ابتدا قصد تشکیل کشوری واحد و یگانگی آلمان را داشت یا این که فقط به افزایش قدرت پادشاهی پروس می‌اندیشید. در هرحال، آنان بر این موضوع نظر واحدی دارند که بیسمارک کوشید تا ملی‌گرایی آلمانی‌ها را به اوج برساند تا از این طریق، برای افزایش قلمرو و غلبه بر همسایگان آلمان (دانمارک، اتریش، فرانسه) استفاده کند.

## پیش‌زمینه

### انحلال امپراتوری مقدس روم
پس از حمله ناپلئون در ۱۸۰۶ و شکست فرانتس دوم، امپراتور مقدس روم در نبرد استرلیتز و اعلام انصراف او از عنوان امپراتور مقدس روم، این عنوان از بین رفت و به امپراتوری اتریش تغییر نام یافت.

### کنفدراسیون آلمان
کنگره وین در ۱۸۱۵ با تأکید بر اصل مشروعیت، راه را برای بازگشت خاندان سلطنتی به شهریارنشین‌های آلمانی هموار کرد، ولی به جای ۳۵۰ شهریارنشین تنها ۳۸ شهریارنشین خودمختار در یک کنفدراسیون آلمانی به رهبری اتریش گردهم آمدند. ازین پس دیت یا مجلس نمایندگان این کنفدراسیون در فرانکفورت محلی برای رقابت دو کشور اصلی آن، یعنی اتریش و پروس، برای افزایش نفوذ سیاسی و اقتصادی خود و همچنین سرکوب جنبش‌های انقلابی شد.
از ۱۸۱۸ جنبش‌های ملی‌گرایی در بین دانشجویانی که در جنگ‌های ناپلئونی علیه فرانسه شرکت کرده بودند بروز کرد ولی تا ۱۸۳۰ مجالی برای مخالفت با استبداد سلطنتی پیدا نکردند. سوء قصد به جان شهریار ناسو بهانه لازم را به دست مترنیخ صدراعظم اتریش داد تا طی کنفرانس کالسباد در ۱۸۱۹ و وین در ۱۸۲۰ مجوز لازم برای سرکوب جنبش و لغو قانون اساسی ایالات جنوبی را به دست آورد.
انقلاب‌های ۱۸۳۰ در فرانسه (انقلاب ژوئیه) و دیگر کشورها آزادی‌خواهان آلمانی را به جنبش درآورد تا اینکه شهریارنشین‌های آلمانی نیز مجبور به اعطای قانون اساسی و پاره‌ای از آزادی‌ها شدند. شکست جنبش‌های ۱۸۴۸ با این که به برکناری مترنیخ انجامید، موضوع وحدت آلمان را به تعویق انداخت.

## روند وحدت

### به قدرت رسیدنبیسمارک
ویلهلم اول که در ۱۸۶۱ به پادشاهی پروس رسید دو اقدام مهم انجام داد:
- تقویت ارتش پروس و احیای قانون ۱۸۱۴ نظام وظیفه (سه سال خدمت زیر پرچم و چهار سال احتیاط)
- گماردن بیسمارک به صدراعظمی پروس در ۱۸۶۲

مجلس ایالتی پروس (لندتاگ) زیر فشار طبقه متوسط با افزایش مالیات‌ها به منظور تقویت ارتش مخالفت می‌کرد و بیسمارک تنها کسی بود که از عهده حل این معضل برمی‌آمد.
بیسمارک وحدت سیاسی آلمان را با سه جنگ تحقق بخشید.

### جنگ با دانمارک
دولت دانمارک دو ایالت آلمانی شلسویگ و هولشتاین را در تصرف خود داشت و پروس بارها به این مسئله اعتراض کرده بود. در ۱۸۶۴، بیسمارک به اتفاق اتریش جنگ با دانمارک را شروع کرد. پس از تصرف شلسویگ و هلشتاین، در مورد چگونگی اداره این دو ایالت بین پروس و اتریش اختلاف افتاد. با امضای کنوانسیون گاشتاین در ۱۸۶۵، این مسئله با سپردن اداره هلشتاین به اتریش و شلسویگ به پروس به شکل موقت حل شد.

### جنگ پروس و اتریش
بیسمارک یک سال پیش از آغاز جنگ با اتریش، از بی‌طرفی ناپلئون سوم امپراتور دوم فرانسه، موضع دوستانه دربار روسیه، و همکاری ایتالیا با پروس اطمینان پیدا کرده بود. علاوه بر این، بسیاری از شهریارنشین‌های آلمانی نیز به پروس پیوسته بودند.
اتریش پس از شکست سریع در نبرد سادوا در ۱۸۶۶ راضی به پذیرش شرایط بیسمارک شد. آثار این شکست عبارت بود از:
1. انحلال کنفدراسیون آلمان و تشکیل سازمان جدیدی برای اداره شهریارنشین‌های آلمانی بدون حضور اتریش (کنفدراسیون آلمان شمالی).
2. بروز احساسات ملی‌گرایی در سرزمین‌های مجار اتریش، تا جایی که اتریش مجبور شد خودمختاری داخلی مجارستان را بپذیرد و نام این کشور به امپراتوری اتریش-مجارستان تغییر یافت.
3. امپراتوری اتریش-مجارستان که دست خود را از ایتالیا و سرزمین‌های آلمانی کوتاه می‌دید با جدیت رو به بالکان آورد و با روسیه و عثمانی درگیر شد.
4. امپراتوری اتریش-مجارستان که در برابر روسیه به متحدی قدرتمند مانند پروس (آلمان آینده) احتیاج داشت به متحدی رام برای این کشور تبدیل شد.

### جنگ پروس و فرانسه
بی‌طرفی ناپلئون سوم در جنگ اتریش و پروس به این جهت بود که گمان می‌کرد این جنگ طولانی خواهد شد و هر دو کشور را تضعیف می‌کند. بیسمارک که در جنگ با اتریش به سرعت دست این کشور را از سرزمین‌های آلمانی کوتاه کرده بود و نمی‌خواست موجب نگرانی کنسرت اروپا شود، پیشنهاد اتریش در مورد وساطت ناپلئون سوم را پذیرفت. عقد معاهده پراگ میان اتریش و پروس و پیروزی بیسمارک موجب موجی از نگرانی و مخالفت با ناپلئون سوم در فرانسه شد، ولی لوئی ناپلئون که در آن زمان بیمار بود علاقه‌ای به جنگ نداشت.
در ۱۸۶۸ میلادی در پی انقلاب شکوهمند اسپانیا، انقلابیون ملکه ایزابلا را از پادشاهی برکنار و خواستار پادشاهی لئوپولد از دودمان هوهن‌تسولرن شدند. ناپلئون سوم که از اتحاد پروس و اسپانیا می‌ترسید، از پادشاه پروس ویلهلم یکم درخواست کرد که از پادشاهی لئوپولد حمایت نکند. ویلهلم که در تعطیلات در امس بود پیامی به بیسمارک فرستاد که به تلگراف امس مشهور است. بیسمارک با تحریف پیام ویلهلم و بیان آن در جراید، کاری کرد که خودداری پادشاه پروس از پاسخ به ناپلئون سوم، به گونه‌ای که در مطبوعات اروپا بازتاب یافت برای فرانسه توهین‌آمیز تلقی شود. در نتیجه فرانسه در ژوئیه ۱۸۷۰ روابط خود را با پروس قطع کرد و به این کشور اعلان جنگ داد.
شهریارنشین‌های شمالی آلمان به سرعت نیروهای خود را در کنار پروس بسیج کردند. از آنجا که جنگ از سوی فرانسه آغاز شده بود، بیسمارک به آسانی توانست شهریارنشین‌های جنوبی آلمان را هم با خود همراه سازد.
در صحنه بین‌الملل نیز بیسمارک توانست بی‌طرفی اتریش-مجارستان (که به حمایت پروس در برابر روسیه نیازمند بود)، ایتالیا (که از پشتیبانی ناپلئون سوم از کاتولیک‌ها در نبرد ۱۸۶۸ رم دلخور بود) و روسیه (که هنوز از آثار جنگ کریمه بهبود نیافته بود) تضمین کند. بریتانیا نیز به خاطر دخالت ناپلئون در مکزیک در سال‌ها ۱۸۶۲ تا ۱۸۶۸، ادعای او در مورد بلژیک و پرستیژی که پس از جنگ کریمه به عنوان ناجی ملت‌های ضعیف بالکان به دست آورده بود با گوشمالی فرانسه مخالفتی نداشت.
به این ترتیب در حالی‌که فرانسه در انزوای کامل سیاسی قرار داشت جنگ میان دو کشور در اوت ۱۸۷۰ رخ داد. نیروهای پروس از نظر تعداد، تجهیزات و فرماندهی به مراتب سرآمد تر از نیروهای فرانسوی بودند، به طوری‌که در کمتر از یک ماه آثار شکست در ارتش فرانسه پدیدار شد. در اول سپتامبر ۱۸۷۰، ناپلئون سوم که در منطقه سدان در شمال فرانسه محاصره شده بود بدون قید و بند تسلیم و خواستار آتش‌بس شد. با رسیدن خبر اسارت امپراتور به پاریس، مردم این شهر شورش کرده و با برانداختن امپراتوری دوم فرانسه، جمهوری سوم فرانسه را تشکیل دادند.

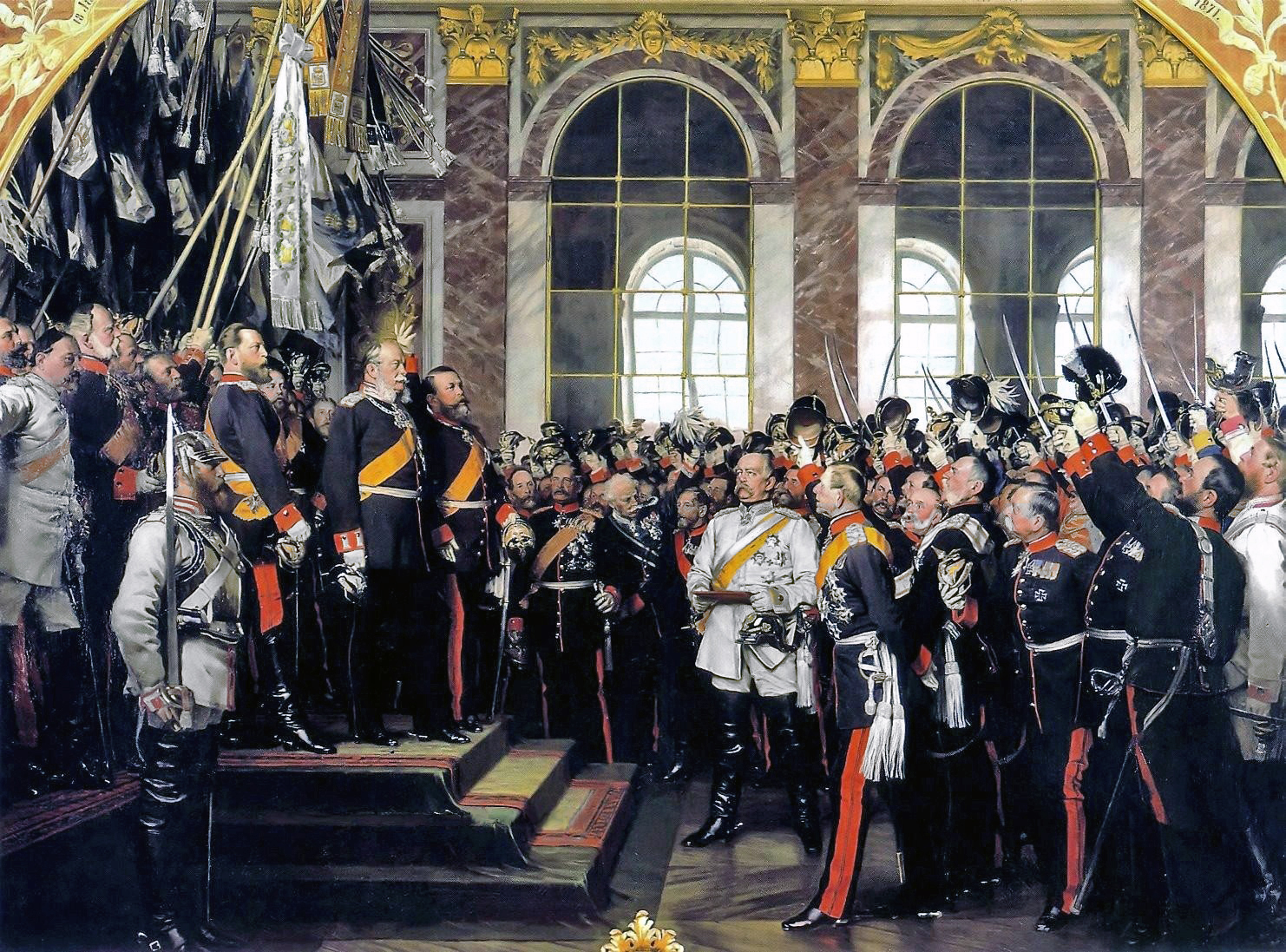
نقاشی معروفی از اعلام موجودیت امپراتوری آلمان در تالار آینه‌های کاخ ورسای. بیسمارک در مرکز توجه طرح با لباس نظامی سفید ایستاده‌است.

ارتش پروس و متحدان پیشروی خود را تا پاریس ادامه داده و کاخ ورسای را به مقر فرماندهی ارتش تبدیل کردند. در روز ۱۸ ژانویه ۱۸۷۱ شهریاران آلمانی که در تالار آینه در کاخ ورسای جمع شده بودند، تاج خود را تقدیم ویلهلم یکم کردند و امپراتوری آلمان که به رایش آلمان (به آلمانی: Deutsches Reich) گفته می‌شود، اعلام موجودیت کرد.
پیش‌نویس قرارداد صلحی که در ۲۷ فوریه آماده شده بود در ۱۰ می ۱۸۷۱ به امضای نهایی رسید که به صلح فرانکفورت مشهور است و طبق آن مقرر شد:
1. جمهوری فرانسه تشکیل امپراتوری آلمان را به رسمیت بشناسد.
2. دو ایالت آلزاس و لورن به امپراتوری آلمان ملحق شوند.
3. جمهوری فرانسه مبلغ پنج میلیارد فرانک به عنوان غرامت جنگ در پنج سال به آلمان بپردازد.
4. ارتش آلمان به عنوان تضمین پرداخت غرامت در بخش‌هایی از شرق فرانسه نگه داشته شود.